# Универзитет у Амстердаму
Универзитет у Амстердаму (хол. Universiteit van Amsterdam, UvA) је државни универзитет у холандском граду Амстердаму. Основан је 1632. године. Он је поред Слободног универзитета у Амстердаму јавно финансиран универзитет. Бројни су успешни људи који су похађали овај универзитет међу којима су нобеловци и премијери Холандије.